# 宝贝寺遗址
宝贝寺遗址，位于中华人民共和国青海省大通回族土族自治县黄家寨镇索家村，为青海省市县级文物保护单位，公布日期为1997年11月12日，类型为古遗址。
宝贝寺遗址的历史年代为明、清。